# Calóciro Delfina
Calóciro ou Calóquiro Delfina (em grego: Καλοκυρός Δελφινάς; romaniz.: Kalokyrós Delphinás; fl. c. 982-989) foi um general bizantino e catepano da Itália, que mais tarde rebelou-se contra o imperador Basílio II Bulgaróctono (r. 976–1025) e foi executado.

## Vida

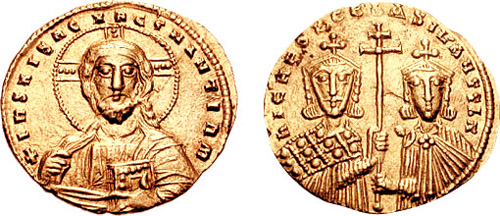
Histameno de r. e r.

O antípato e patrício Delfina  foi um aliado do poderoso clã anatólio dos Focas e do poderoso ministro chefe do Império Bizantino, o paracemomeno Basílio Lecapeno, que assegurou sua nomeação como catepano (governador militar sênior) do sul da Itália em 982. Delfina manteve o posto até 985, e presidiu à melhoria da posição bizantina na península, auxiliado por fortuitas circunstâncias externas: o sacro imperador romano Otão II (r. 967–983) foi derrotado na Batalha de Estilo e morreu no ano seguinte (983), enquanto os árabes estavam enfrentando conflitos internos. Assim, Delfina foi capaz de consolidar o controle sobre a Longobárdia, tomando Ascoli em dezembro de 982.
Alguns anos depois, Delfina juntou-se à revolta de Bardas Focas, o Jovem contra o imperador Basílio II Bulgaróctono (r. 976–1025), e comandou o exército rebelde que havia acampado em Crisópolis, através do Bósforo a partir da capital. Lá, no final de 988 ou começo de 989, eles foram atacados por Basílio II com tropas bizantinas e varegues e foram derrotados. Delfina foi capturado e executado por crucificação ou empalamento, um punição incomum como um aviso para outros generais rebeldes; diz-se que além de Delfina, apenas outro oficial rebelde capturado foi executado durante esta guerra civil, e mesmo isso não é certo. Uma coluna em memória de Delfina erigida no local de sua execução sobreviveu até o século XI.